# Giacinto Santambrogio
Giacinto Santambrogio (Seregno, 25 d'abril de 1945 - Seregno, 13 de juny de 2012) va ser un ciclista italià, professional entre el 1969 i 1979. En el seu palmarès destaquen dues victòries d'etapa al Tour de França, el 1975 i 1977, i dues més al Giro d'Itàlia, el 1971 i 1977.

## Palmarès
- 1966
  - 1r al Gran Premi Ciutat de Camaiore
- 1968
  - 1r a la Milà-Tortona
  - Vencedor d'una etapa de la Cursa de la Pau
- 1969
  - 1r a la Coppa Bernocchi
- 1971
  - Vencedor d'una etapa al Giro d'Itàlia
- 1972
  - 1r al Tre Valli Varesine
- 1974
  - 1r al Gran Premi Ciutat de Camaiore
  - 1r al Gran Premi del cantó d'Argòvia
  - 1r al Circuit de Larciano
- 1975
  - Vencedor d'una etapa al Tour de França
  - Vencedor d'una etapa al Giro di Puglia
- 1977
  - Vencedor d'una etapa al Tour de França
  - Vencedor d'una etapa al Giro d'Itàlia

### Resultats al Tour de França
- 1969. 73è de la classificació general
- 1970. 49è de la classificació general
- 1972. 53è de la classificació general
- 1975. 46è de la classificació general. Vencedor d'una etapa
- 1977. 39è de la classificació general. Vencedor d'una etapa

### Resultats al Giro d'Itàlia
- 1969. 60è de la classificació general
- 1970. 34è de la classificació general
- 1971. 57è de la classificació general. Vencedor d'una etapa
- 1972. 48è de la classificació general
- 1973. 61è de la classificació general
- 1974. 22è de la classificació general
- 1975. 15è de la classificació general
- 1976. 23è de la classificació general
- 1977. 28è de la classificació general. Vencedor d'una etapa
- 1978. 56è de la classificació general